# Василята
Василя́та (рос. Василята) — присілок в Балезінському районі Удмуртії, Росія.

## Населення
Населення — 62 особи (2010; 65 в 2002).
Національний склад станом на 2002 рік:
- росіяни — 97 %